# Christine Herntier

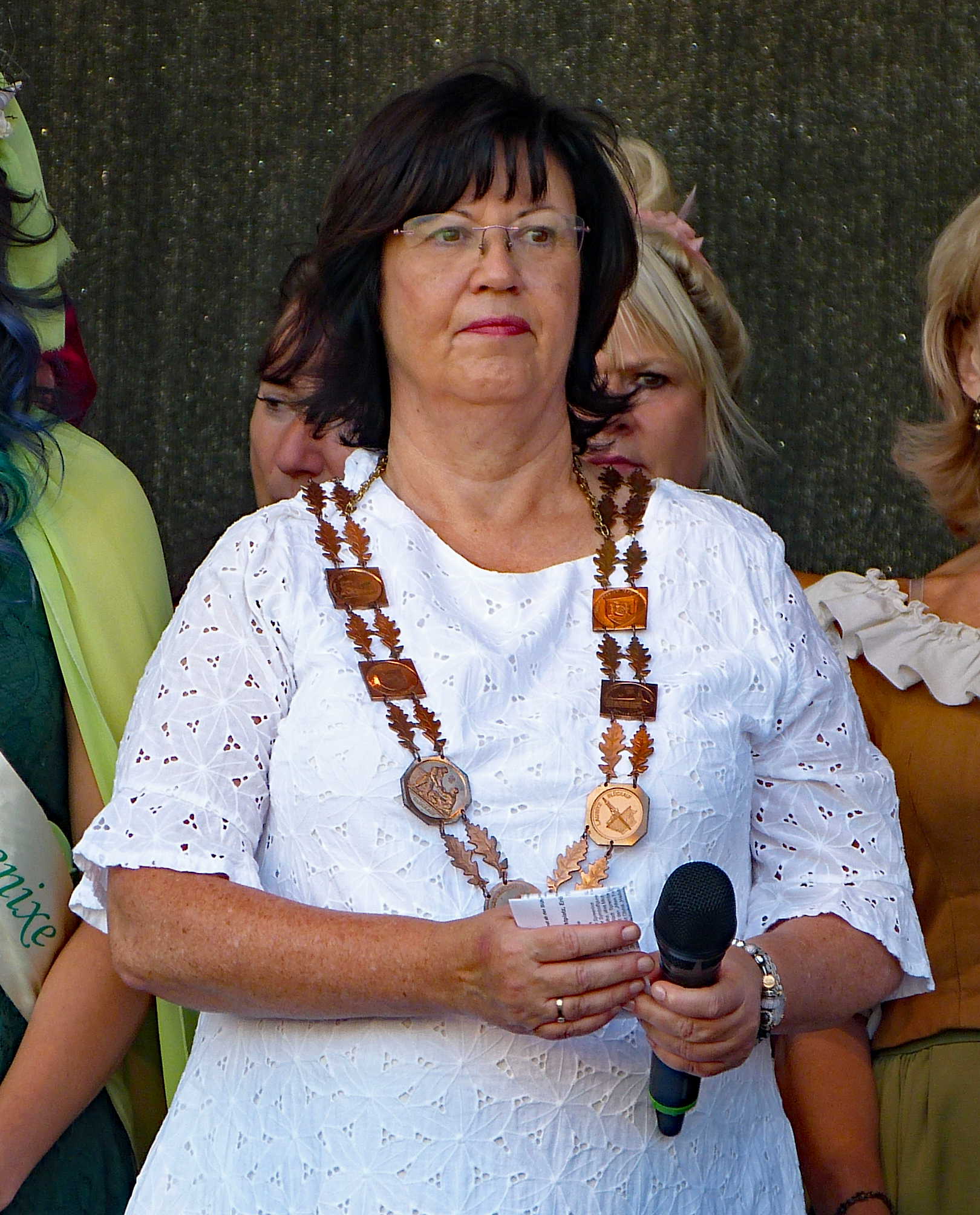
Christine Herntier (2023)

Christine Herntier (* 8. April 1957 in Spremberg, Brandenburg) ist eine deutsche Unternehmerin und Kommunalpolitikerin. Seit Februar 2014 ist sie parteilose Bürgermeisterin von Spremberg. Bei ihrer Wiederwahl im Jahr 2021 erhielt sie Unterstützung von CDU und Freien Wählern. Sie ist Sprecherin der Brandenburger Kommunen in der Lausitzrunde und war von 2018 bis Januar 2019 stimmberechtigtes Mitglied der Kommission für Wachstum, Strukturwandel und Beschäftigung (auch genannt „Kohlekommission“). Im Jahr 2020 wurde sie mit dem Ehrenpreis des Ostens („Macher 30“, Kategorie Kommunen) geehrt. Zuvor war sie Pionierin der industriellen Verwendung pflanzenbasierter Färbestoffe in der Textilindustrie.

## Biografie
Herntier absolvierte von 1975 bis 1979 ein Studium der Wirtschaftswissenschaften und des Maschinenbaus an der Technischen Universität Karl-Marx-Stadt, das sie als Diplom-Ingenieurökonomin abschloss.
Von 1993 bis 2012 leitete sie als Geschäftsführerin die Spremberger Tuche GmbH, ein Textilunternehmen in der Lausitz. 1998 entwickelte das Unternehmen unter ihrer Führung ein Verfahren zur industriellen Färbung mit pflanzlichen Stoffen (u. a. Resede, Krapp, Blauholz). Dieses Verfahren war in Deutschland einzigartig. Unter ihrer Leitung produzierte das Unternehmen jährlich über neun Millionen Meter Stoff und realisierte mehr als 100 pflanzenbasierte Farbtöne. Das entwickelte Verfahren erhielt einen Gebrauchsmusterschutz; es entstanden Kooperationen mit Landwirten und Chemiepartnern sowie erste Lizenzverhandlungen. Am 30. Juni 2012 meldete, unter der Geschäftsführung von Herntier, die Spremberger Tuche GmbH Insolvenz an.

### Politische Karriere
Bei ihrer ersten Wahl zur Bürgermeisterin von Spremberg im Jahr 2014 trat sie als parteilose Kandidatin mit Unterstützung von Linken und SPD an und gewann die Stichwahl mit 61,8 Prozent der Stimmen. Sie ist Sprecherin der Lausitzrunde, eines kommunalen Bündnisses für den Strukturwandel. Von 2018 bis 2019 war sie Mitglied der Kommission für Wachstum, Strukturwandel und Beschäftigung, die sich mit dem Kohleausstieg und Arbeitsmarktfragen befasste. 2021 wurde sie bei ihrer Wiederwahl von CDU und Freien Wählern aufgestellt und gewann erneut die Stichwahl mit rund 60,4 Prozent der Stimmen.

### Auszeichnungen
2020 erhielt Christine Herntier den Ehrenpreis des Ostens „Macher 30“ in der Kategorie „Kommunen“ für ihre Rolle beim Strukturwandel der Lausitz und ihre Tatkraft.

## Lausitzrunde
Die Lausitzrunde ist ein kommunales Bündnis, das 2016 gegründet wurde und aktuell 57 kreis- und gemeindebezogene Mitglieder aus Brandenburg und Sachsen umfasst. Ziel des Bündnisses ist die aktive Gestaltung des Strukturwandels in der Region. Christine Herntier vertritt die brandenburgischen Kommunen als Sprecherin und nimmt an Dialogen mit Bundes-, EU- und Landesregierungen teil.